# Ajusco
El Ajusco (del náhuatl: ātl, xōchitl, -co ‘agua, florecer, de donde’‘floresta de aguas’) es un volcán de domo de lava de 3930 m s. n. m. Comprende un macizo montañoso en el extremo suroeste de la Ciudad de México, en el Parque nacional Cumbres del Ajusco. La región corresponde administrativamente a la alcaldía Tlalpan y se puede acceder a la cima de la montaña a través de la carretera Picacho-Ajusco.
Destaca de la Sierra del Ajusco el volcán monogenético extinto, identificado popularmente como Xitle, que hizo erupción hace aproximadamente 1670 años, lo que dio origen al pedregal ubicado al sur de la Ciudad de México.
Forma parte del Eje Neovolcánico, también conocido como Faja Volcánica Trans Mexicana, que atraviesa el Altiplano Central Mexicano y es también el punto más alto en el territorio de la Ciudad de México, con 3930 m. s. n. m.
El Ajusco forma parte del campo volcánico Chichinautzin, el cual posee una de las densidades más altas de volcanes monogenéticos de la Faja Volcánica Trans Mexicana, es decir, de número de volcanes por
unidad de área. Incluye al menos 220 estructuras volcánicas cuaternarias.

## Origen histórico de los primeros pobladores
En el año 669 llegaron a la cuenca de México los chichimecas, estableciéndose en varios lugares en pequeños grupos que se dedicaron a la agricultura, debido a la presencia de la Pirámide de Tequipa, se piensa que la influencia chichimeca se extendió hasta el Ajusco. Al enfrentarse los tepanecas del sur con los mexicas en 1428 huyeron a las montañas del sur, por esos datos se puede deducir que Ajusco se pobló durante el Preclásico Medio y tuvo influencia chichimeca, tolteca y tecpaneca.
En algunos escritos antiguos, como el Título Primordial de Santo Tomás Ajusco, se habla de que se formó como pueblo de Axochco el año 1531 cuando su líder Tecpanécatl le recomienda a su pueblo a convertirse a la religión de los hombres de Castilla, para que no los maten y que reduzcan sus tierras para evitar problemas.

## Significado de Ajusco
Ajusco significa "floresta de agua" (del náhuatl ā-xōch-co: ā- 'agua', xōch- "flor, florecer" y -co 'en, lugar de'), nombre dado por ser un bosque muy verde, con muchas flores y con gran precipitación pluvial.
Se puede traducir como "Lugar de flores donde brota el agua" o "Lugar de agua donde brotan las flores".

## Geografía
Se acompaña de un conjunto de volcanes y montañas que reciben el nombre genérico de Sierra de Ajusco-Chichinauhtzin, entre ellos destacan el volcán Xitle (3100 m s. n. m.), Tláloc (3690 m s. n. m.), Pelado (3600 m s. n. m.), Cuautzin (3510 m s. n. m.) y Chichinautzin (3430 m s. n. m.) y juntos comprenden aproximadamente la mitad del área del Distrito Federal. Es parte de la región conocida como Gran Bosque de Agua.
Sus puntos más prominentes son:
- Cruz del Marqués: 3936 m s. n. m.
- Pico del Águila: 3880 m s. n. m.
- Pico Santo Tomás: 3710 m s. n. m.
- Mezontepec: 3480 m s. n. m.

En invierno el paisaje se ve comúnmente cubierto por nevadas que ofrecen vistas impresionantes. Desde la cima se puede ver casi todo el Valle de México, la Ciudad de México, los volcanes Popocatépetl e Iztaccíhuatl, los Dinamos, el Nevado de Toluca, parte de la zona del valle de Cuernavaca.

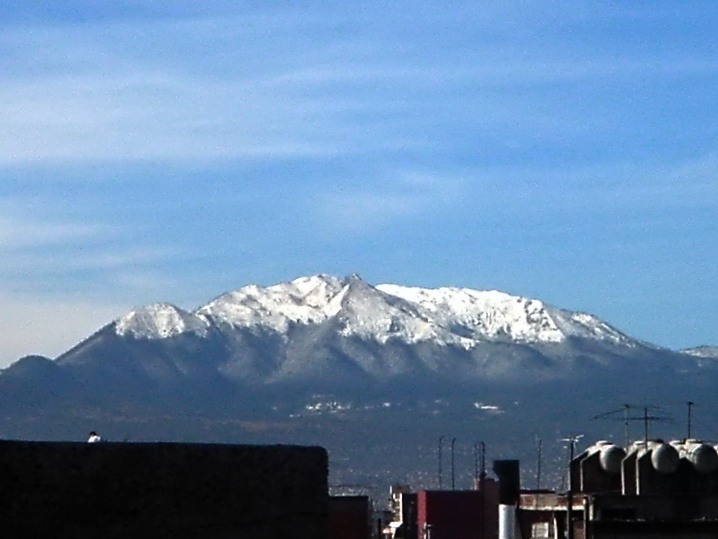
El Ajusco, despejado

Tiene lluvias continuas y con un clima templado semihúmedo con lluvias en verano y en algunas alturas se presenta neblina todo el año.
En el cerro del Ajusco se localiza el llamado Pico del Águila o Cuauhtepetl, en la Alcaldía de Tlalpan de la Ciudad de México.
La superficie que corresponde al parque nacional Cumbres del Ajusco, decretado en 1936 es de 920 hectáreas.
Para llegar al Ajusco tomamos la calzada de Tlalpan, se recorre toda esta avenida hasta llegar a la desviación de la salida a Cuernavaca libre; se toma esa carretera y en el kilómetro 25 se encuentra la desviación para acceder por San Miguel Xicalco hacia Ajusco, pero aún faltan 2 pueblos (La Magdalena Petlacalco y San Miguel Ajusco) por pasar y posteriormente llegas al pueblo de Santo Tomás Ajusco.

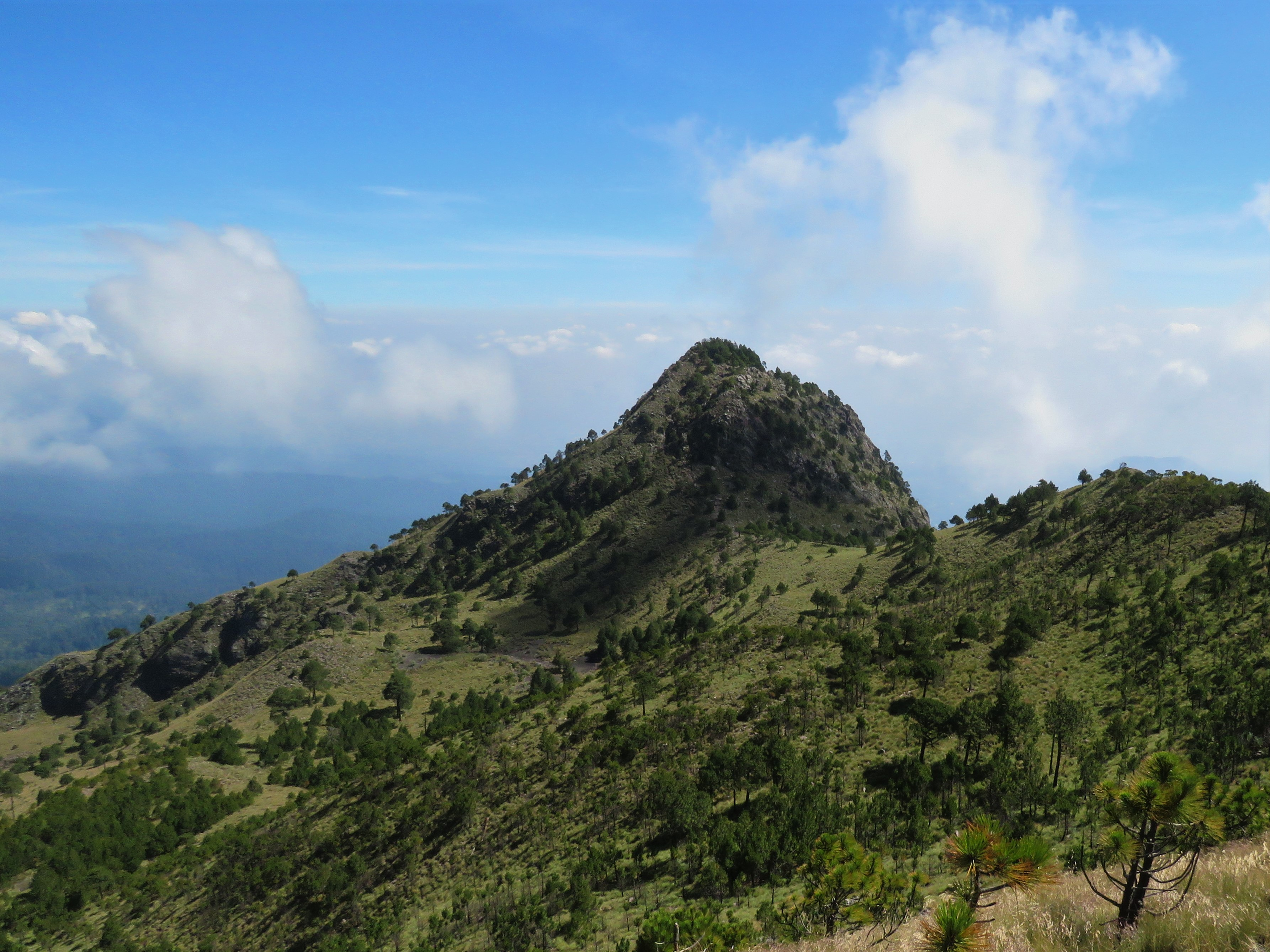

También es posible llegar por la carretera Picacho-Ajusco, la cual comienza en el entronque de Periférico Sur y Bulevar de la Luz.

## Ecología
La zona que abarca el Ajusco tiene un papel primordial para la conservación del ecosistema, pues además de sus áreas boscosas, pastizales de montaña y vegetación alpina, existen especies endémicas como conejos zacatuches (Romerolagus diazi), ratones de los volcanes (Neotomodon alstoni), eslizones chatos de las montañas (Plestiodon copei), las ranas de árbol (Hyla plicata) o los carpinteros de Strickland (Dryobates stricklandi). Es un lugar reconocido por la belleza de su paisaje y vida silvestre, no obstante se ve amenazada por la tala, incendios, urbanización y cacería inmoderada.
En uno de los cerros ya mencionados del Ajusco, el Pico del Águila, que tiene una altura aproximada de 3880 m.s.n.m y que forma parte de la Sierra de las Cruces, está ubicado el Parque nacional Cumbres del Ajusco, el cual fue decretado el 23 de septiembre de 1936 por el presidente Lázaro Cárdenas, modificado el 19 de mayo de 1947.
En este Parque se puede encontrar una amplia variedad de especies en flora, pertenecientes al bosque de coníferas y encinos, por ejemplo, Abies religiosa (oyamel neovolcánico), Alnus (aile), Pinus hartwegii (pino de las alturas), Juniperus monticola compacta (tláscal), páramo de altura, entre otros; por otro lado, algunas especies de la fauna de este lugar son: Sylvilagus floridanus (conejo serrano), Sylvilagus cunicularius (conejo de monte), Sciurus aureogaster (ardilla vientre rojo), Otospermophilus variegatus (ardillón de las rocas), Canis latrans (coyotes), Bassariscus astutus (cacomixtle norteño), Urocyon cinereoargenteus (zorra gris), Microtus mexicanus (ratón metorito), reptiles como: Crotalus triseriatus (cascabel transvolcánica), Crotalus molossus (cascabel de cola negra), Sceloporus mucronatus (lagartija espinosa de grieta), Barisia imbricata (lagartija alicante del Eje Neovolcánico), Phrynosoma orbiculare (camaleón de montaña), Sceloporus anahuacus (lagartija espinosa del Anáhuac), aves como: Buteo jamaicensis (aguililla cola roja), Cyanocitta stelleri (chara copetona), Sialia mexicana (azulejo garganta azul), y hongos como el Amanita muscaria flavivolvata (tecomate sarnoso), Morilla Común (Morchella esculenta), etc.
Además de esto el Ajusco se encuentra dentro del polígono del Área de Importancia para la Conservación de las Aves #14 Sur del Valle de México. Las Áreas de Importancia para la Conservación de las Aves (AICAs por sus siglas), surgieron de un programa de Birdlife Internacional. El área representa un sistema ecológico altamente diverso y de gran importancia para el funcionamiento de la Ciudad de México. Resguarda una gran riqueza de especies de flora y fauna, muchas de ellas endémicas y bajo alguna categoría de vulnerabilidad y/o protección. Se estima para la zona la existencia de aproximadamente 200 especies de aves (20 endémicas y 20 en algún estatus de riesgo) (CONABIO).
Asimismo, forma parte de la Región Terrestre Prioritaria para la conservación denominada AJUSCO-CHICHINAUTZIN RTP-108 (Arriaga et al. 2000), de gran interés por comprender un gradiente muy marcado de ecosistemas derivados de la altimetría, que favorece una gran riqueza de especies y la presencia de endemismos, en particular de vertebrados y hongos. Esta región es, además, centro de origen y diversificación natural de vertebrados. Es un corredor que asegura la continuidad de los procesos ecológicos y evolutivos de la zona y es, además, una barrera para evitar el avance del proceso de urbanización de la Ciudad de México.

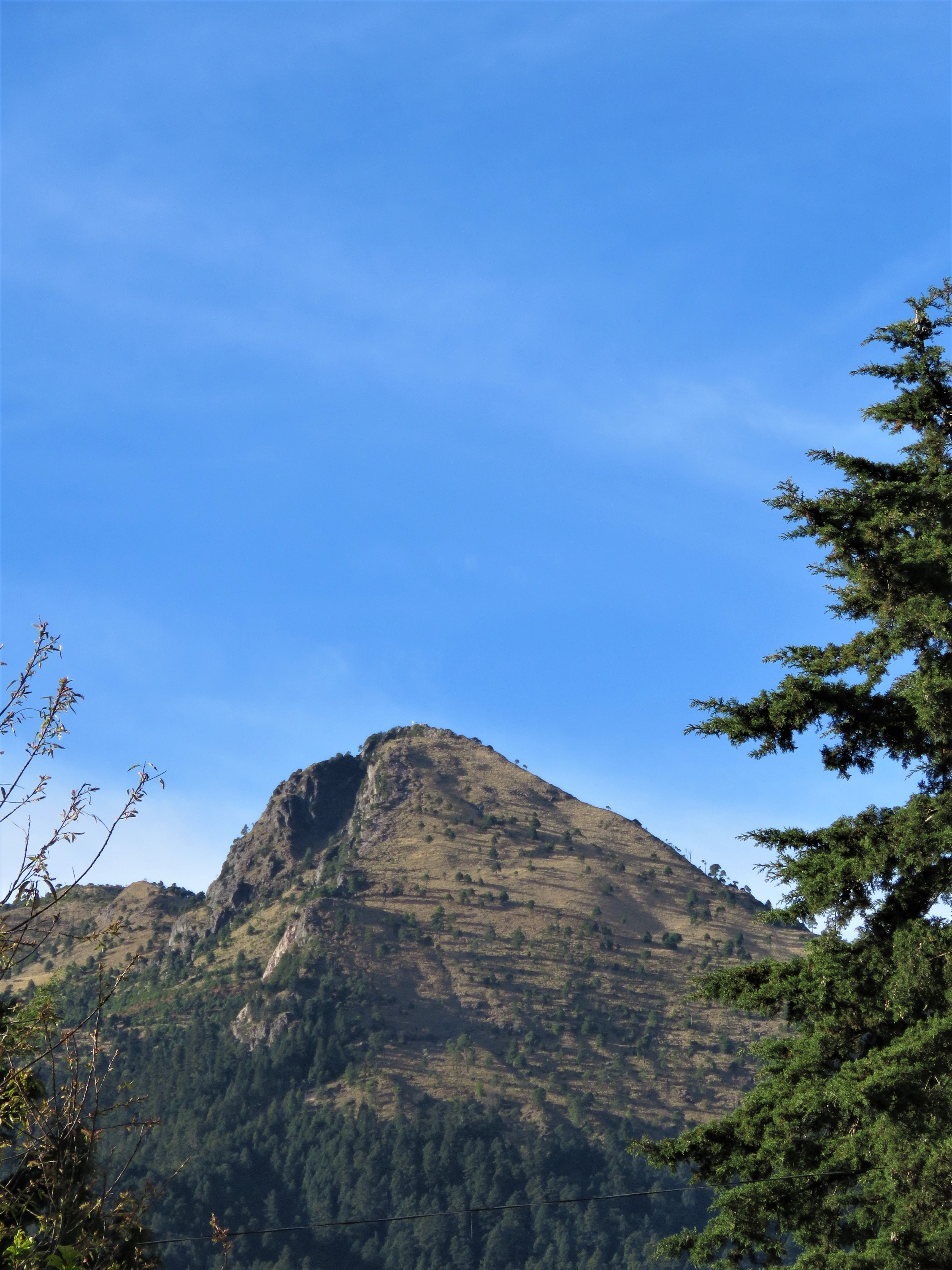

## Ecoturismo
Espacio natural protegido que se encuentra en la sierra del Ajusco, en el distrito federal de México, y que supera los 3,930 metros de altura. Dentro de sus límites se encuentran zonas boscosas compuestas por especies de pino, aile, oyamel, encino, tepozán, madroño, y algunas zonas cubiertas por pastizales de alta montaña y vegetación alpina que forman paisajes naturales de gran belleza, muy visitado los fines de semana y principalmente en época de invierno, cuando en ocasiones se presentan ligeras nevadas en las zonas altas.

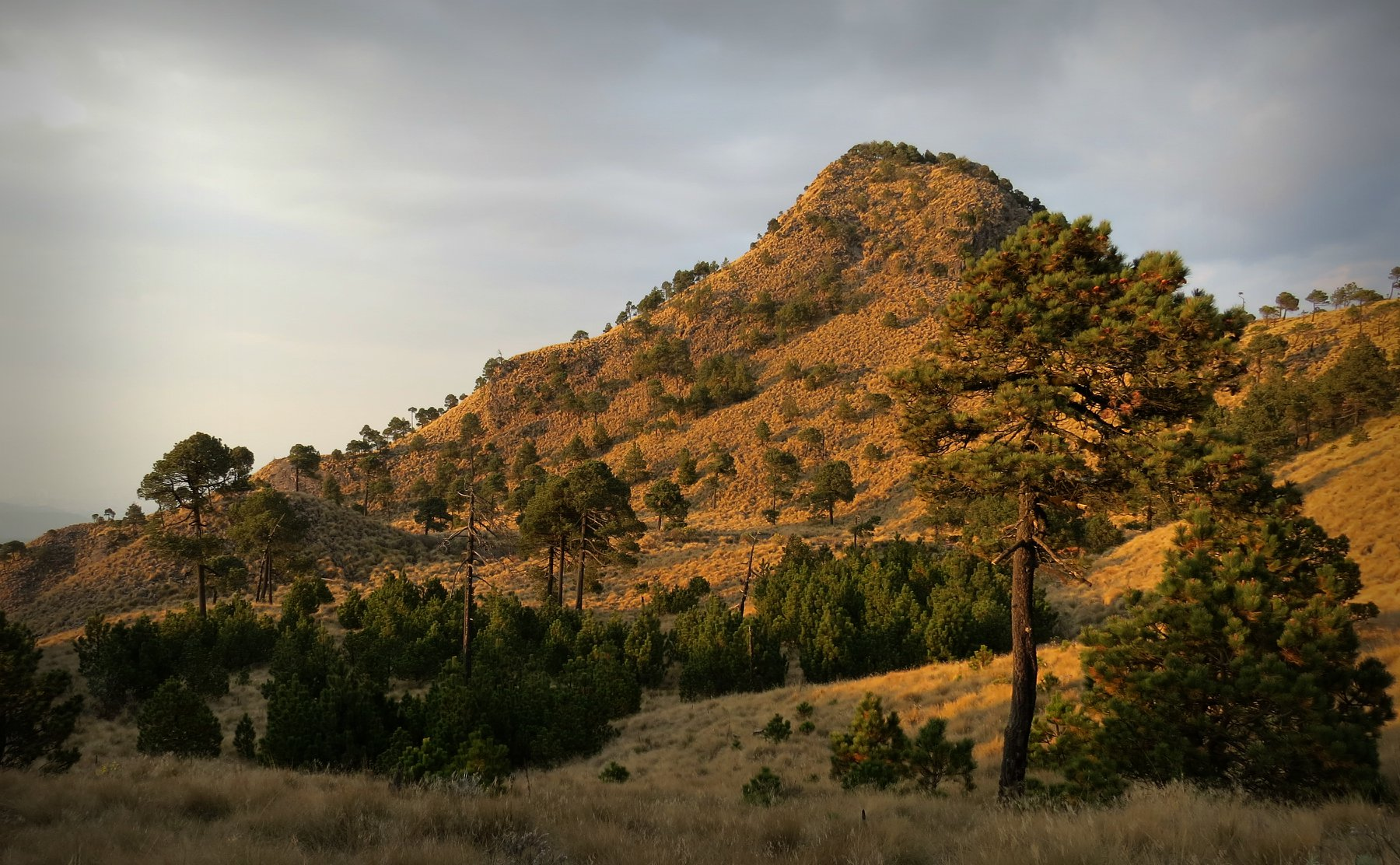

Aquí se llevan a cabo diversas actividades recreativas, como son el montañismo, escalada, senderismo, ciclismo, descenso en rapel, campismo, espeleología, excursionismo, fotografía de naturaleza, micoturismo, educación ambiental, observación de vida silvestre y muchas otras que permiten entrar en contacto con la naturaleza.
Uno de los problemas que enfrenta la zona, a nivel ecológico, es la práctica de actividades no reguladas y de impacto negativo, como son la tala excesiva, la cacería, el sobrepastoreo, la acumulación de basura, presencia de especies exóticas, quemas de pastizales, invasiones y venta de terrenos con fines habitacionales, entre otras, que son el reflejo del abuso que se ha hecho de los recursos naturales con que cuenta este Parque. Esto lo ha llevado a estar en malas condiciones y a tener un declive cada vez más grave.

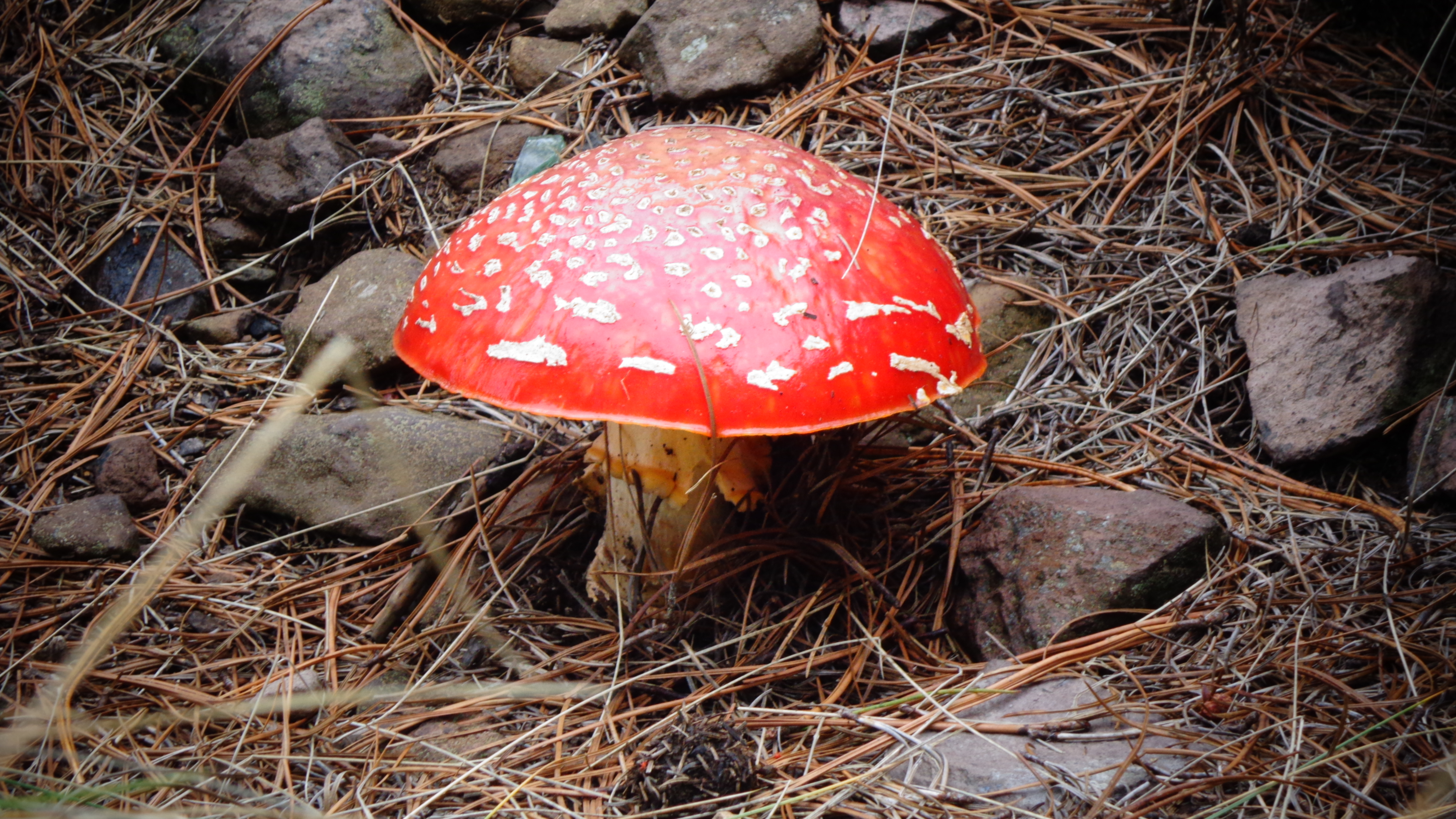
Ajusco Pico del Águila

Un problema adicional del parque nacional Cumbres del Ajusco es la ausencia de un programa de manejo y de vigilancia de guardaparques que regulen las actividades humanas dentro de la poligonal.

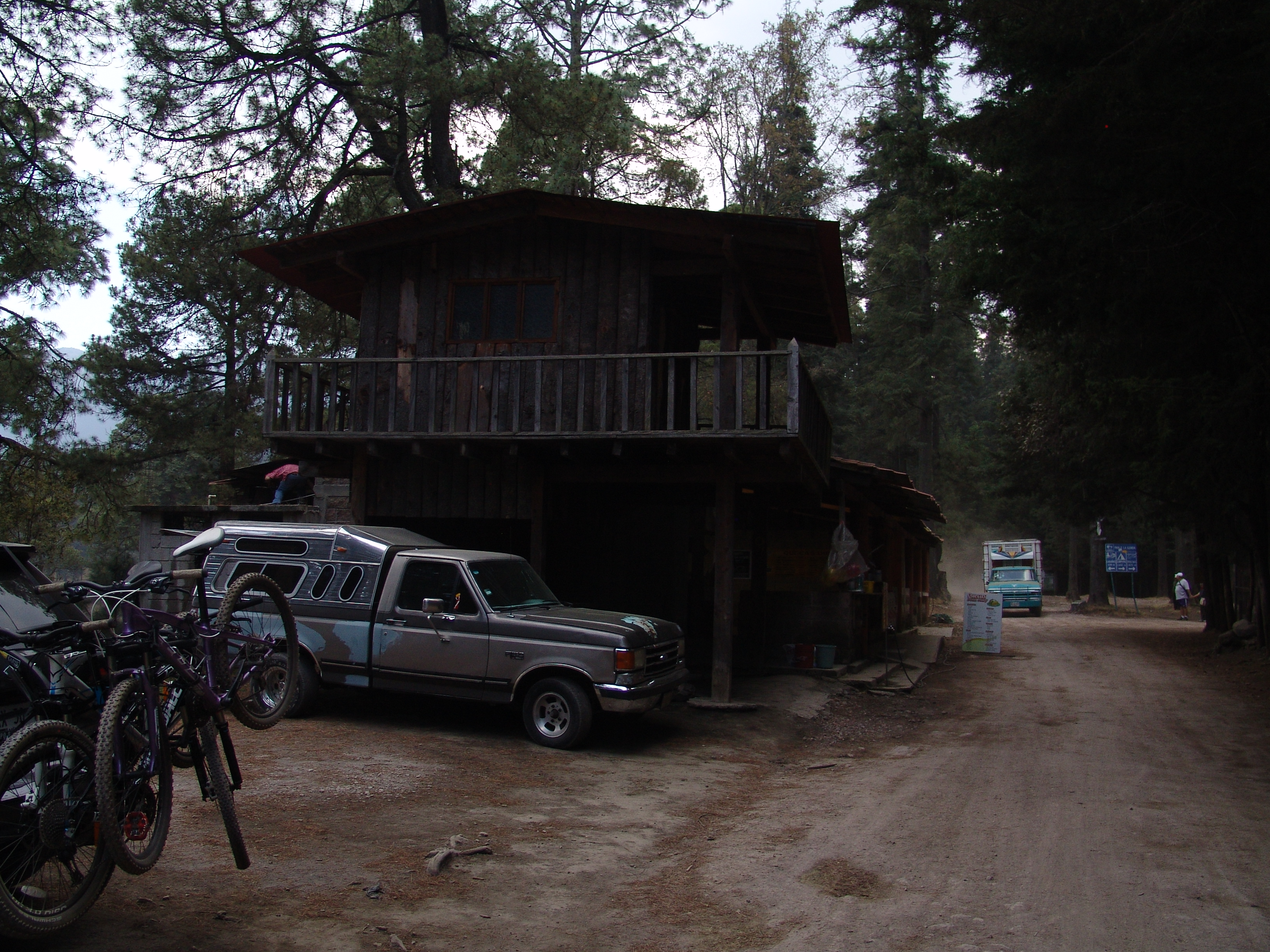
Paisaje del Ajusco (Tlalpan, Distrito Federal). 19.JPG
3,67 MB

## Historia
La fecha del decreto de creación de este parque nacional fue el 23 de septiembre de 1936. Sus bosques y parte de su extensión se encuentran amenazados por la mancha urbana que se ha expandido sin control sobre las partes bajas cercanas a la zona, fenómeno que se ha presentado desde mediados del siglo XX. El área que comprende el parque se encuentra ubicado dentro del sistema montañoso conocido comúnmente como la Sierra de Ajusco-Chichinauhtzin.

## Sitios de interés

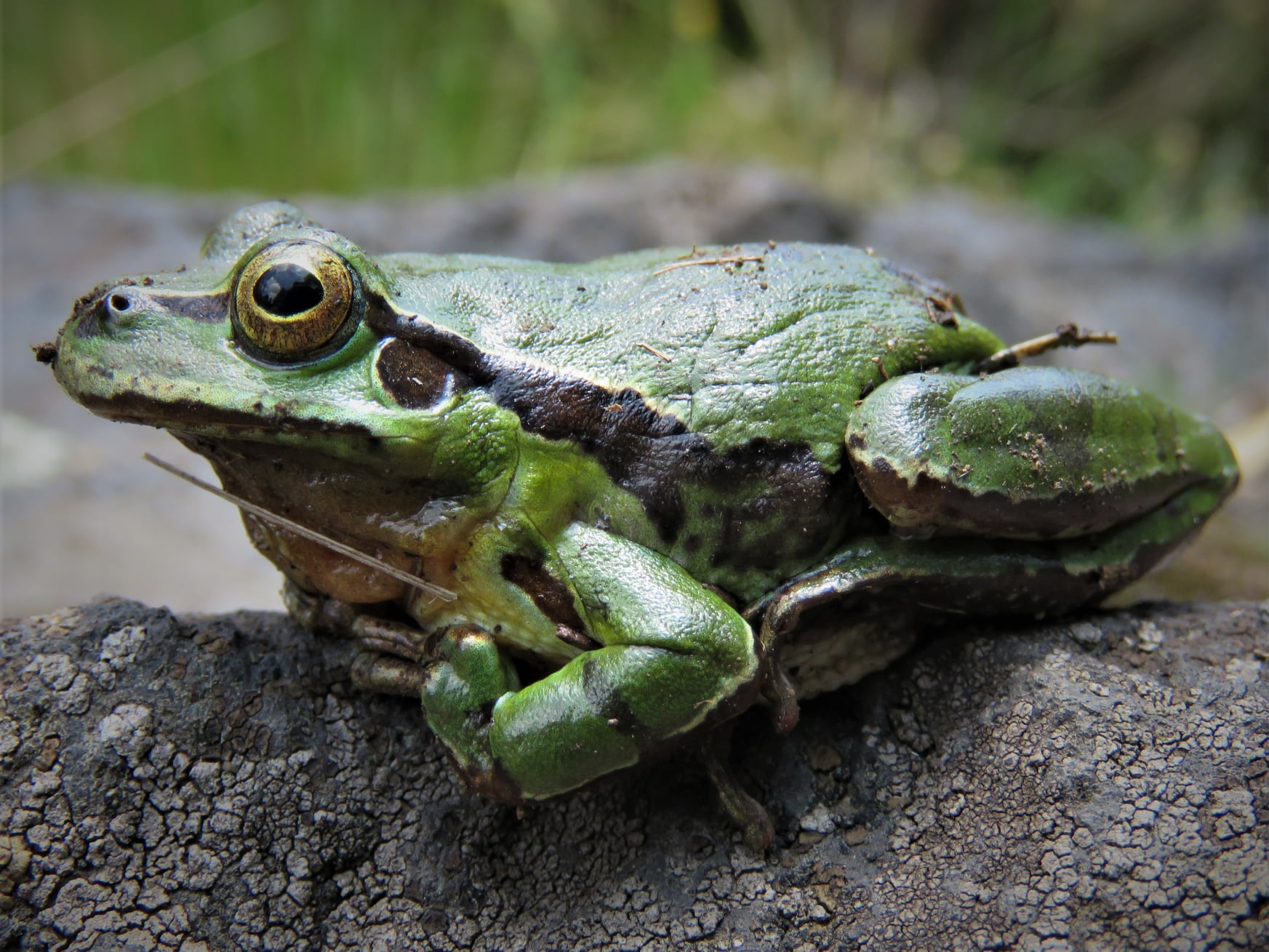

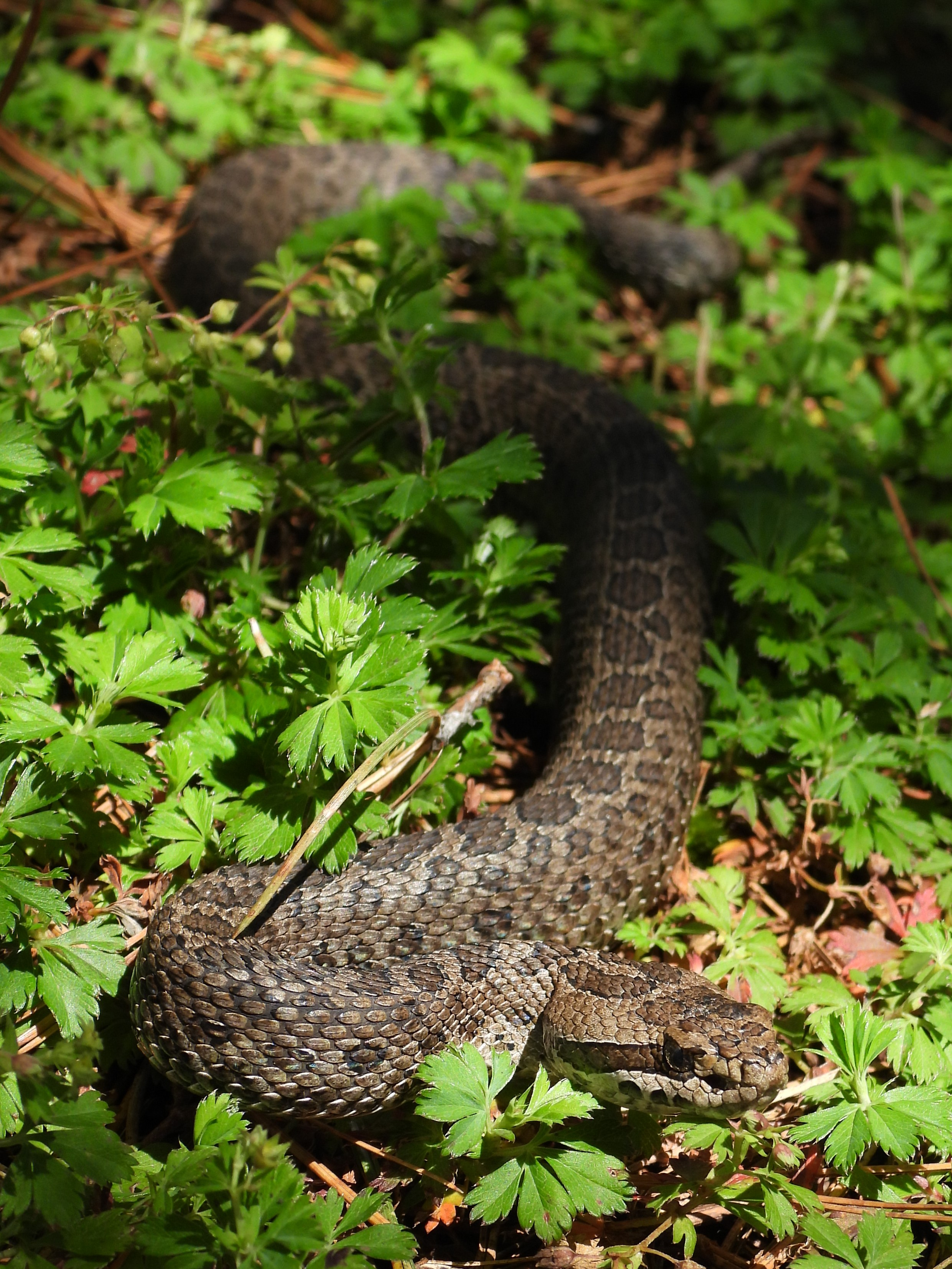

Al sur del parque nacional Cumbres del Ajusco, en los límites con el Estado de México, se encuentra la Reserva Ecológica Comunitaria, la zona conocida con el nombre de “San Miguel Ajusco”, decretada el 16 de noviembre de 2010. Con una superficie de 1,175.99 has de terrenos comunales, representa una área considerable de vegetación natural en buen estado de conservación, que proporciona bienes y servicios ambientales a la población de la Ciudad de México, con una flora representada al menos por 150 especies de plantas, distribuidas en 103 géneros y 47 familias. Así mismo, se han registrado por lo menos 98 especies de vertebrados agrupados en las clases Amphibia, Reptilia, Aves y Mammalia.

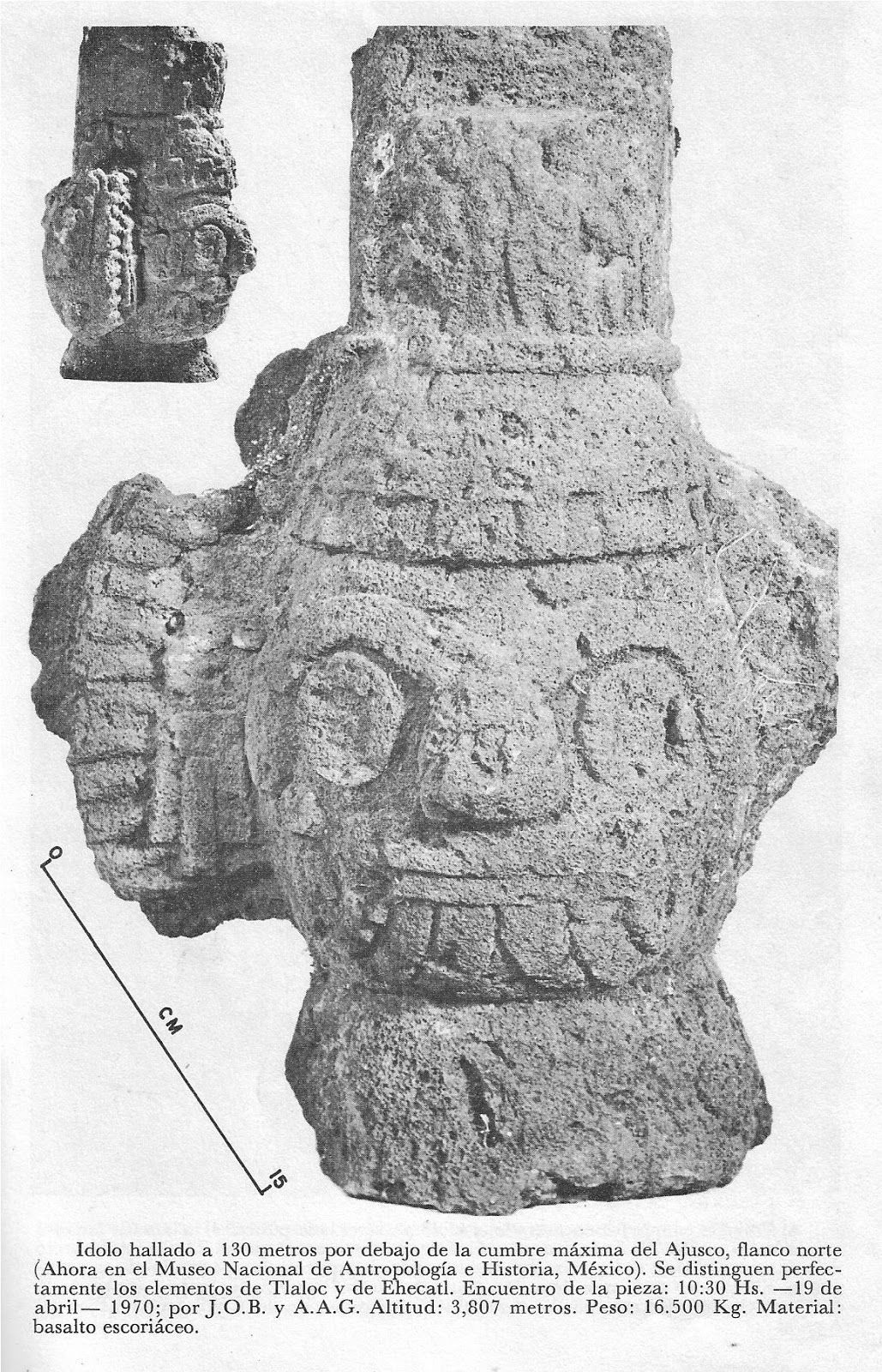
Tlaloc encontrado en el Ehecacalco del Ajusco

Cerca de la zona se encuentran: el Parque Ejidal San Nicolás Totolapan, en el cual se encuentran diversos tipos de vegetación, así como diversas actividades como la práctica del ciclismo de montaña, paseos, campismo, tirolesa, cabalgata, pesca y claro, una zona de downhill, Profepa, la ciclopista, que posiblemente sea las más grande de la Ciudad de México, ya que se realizó en lo que era la vía del ferrocarril a Cuernavaca y cuenta con increíbles vistas, la Universidad Pedagógica Nacional, Radio UNAM, el Colegio de México, la Academia Mexicana de Ciencias, Club Kyosho Ajusco, (Pista de radiocontrol). En sus alrededores se realizan actividades diversas como conciertos, gotcha, carreras de automodelos a radio control, ya que ahí se encuentra la única pista profesional para este fin. Cuenta asimismo con una carretera panorámica (circuito Ajusco) al borde de la misma se encuentran muchos restaurantes, uno incluso con una tirolesa y lugares para visitar como: El Valle del Tezontle, El mirador, La granja La Rufina, El Laberinto, La Iglesia de San Miguel Ajusco, EcoCamp Ajusco, La Iglesia de Santo Tomas Ajusco, El abrevadero y desde luego la zona montañosa del Pico del Águila, el de Santo Tomas y La Cruz del Marquez con espléndidos paisajes y sitios de interés arqueológicos como el Ehecacalco donde se ubicaba un adoratorio a Tlaloc, dios nahua de la lluvia.

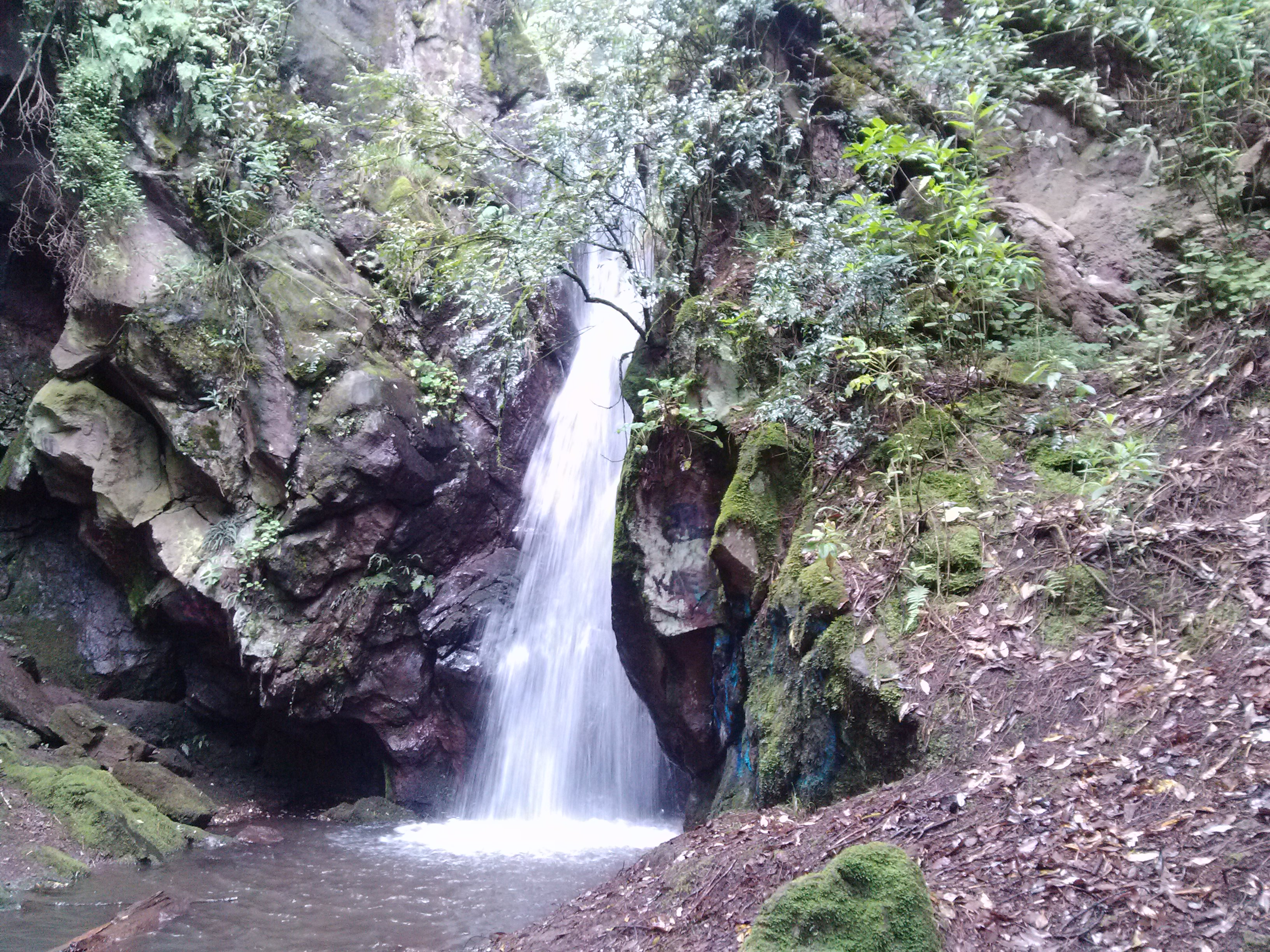

En la zona se halla un basamento prehispánico, la pirámide de Tecpan. Se supone que fueron los Tecpanecas los que la erigieron, presumiblemente en tiempos de los mexicas, además de que se han localizado piedras y artesanías, entre otras reliquias. La Iglesia de Santo Tomas Ajusco tiene una inscripción en una de las entradas con la fecha del 23 de mayo de 1710. Quien visite en la actualidad el pueblo de Santo Tomás Ajusco, encontrará en el atrio de su Iglesia patronal un enigmática escultura. Esta pieza conocida popularmente como “El Cuartillo”, es un bello cofre prehispánico de basalto. El Cuartillo es un tepetlacalli, un prisma cuadrangular de piedra que cumplía la función de cofre ceremonial de acuerdo con una publicación hecha por el Dr. Leonardo López Luján.
Falta mencionar como centros de atracción los de ecuestre, la granja didáctica, la siembra de árboles de Navidad y una gran variedad de restaurantes en donde se pueden saborear las sopas de hongos, médula, conejo, quesadillas y bufete con variedades mexicanas de rodeo. En la actualidad, aunque pertenece a un área metropolitana, parte de la CDMX, en los pueblos como el de Santo Tomás Ajusco aún se pueden encontrar actividades ganaderas y agrícolas, siendo una región productora de maíz, haba, calabaza, zanahoria, pera, manzana, tejocote, ciruela, etc. En sus calles se encuentran vacas, borregos y caballos, entre otros animales.
Otro sitio de gran relevancia en la zona del Ajusco es el Hospital General Ajusco Medio "Dra. Obdulia Rodríguez " que se inauguró el 6 de abril de 2010 durante la administración de Marcelo Ebrard el cual se ubica en encinos 41, Col. Miguel Hidalgo 4.ª Secc. Tlalpan, C.P. 14250, Ciudad de México. Dicho nosocomio tiene como misión hacer realidad el derecho a la protección de la salud, mantener vigente el espíritu de la gratuidad, la universalidad y la integralidad de la atención médica que se ofrece. Ofrece servicios especializados como cirugía de mano, cirugía general, anestesiología, cirugía plástica y reconstructiva, consulta externa, dermatología, endocrinología, gastroenterología, genética, geriatría, gineco obstetricia, hematología, medicina interna, neonatología, neurocirugía, neuro psiquiatría y paido psiquiatría, oftalmología, ortopedia y traumatología, otorrinolaringología, pediatría, terapia intensiva adultos, terapia intensiva, terapia intermedia, urgencias adulto, urgencias obstétricas, urgencias pediátricas, urología, endoscopia, ILE (interrupción legal del embarazo), inhaloterapia, laboratorio, nutrición, rayos x, tamiz auditivo y metabólico, tomografía y ultrasonografía.
También se encuentra el Fondo De Cultura Económica, el cual se ubica en km. 3.5, carr. Picacho Ajusco 227, Bosques del Pedregal, Secc. Tlalpan, C.P. 14738 Distrito Federal, así como el Instituto de Educación Media Superior del Distrito Federal, contando con dos planteles: Plantel Otilio Montaño, Av. Cruz Blanca 321, Col. San Miguel Topilejo, Secc. Tlalpan, C.P. 14500 y Plantel Gral. Francisco J. Mújica, Yobain 105, Col. Belvedere, Secc. Tlalpan, C.P. 14720, Ciudad de México.

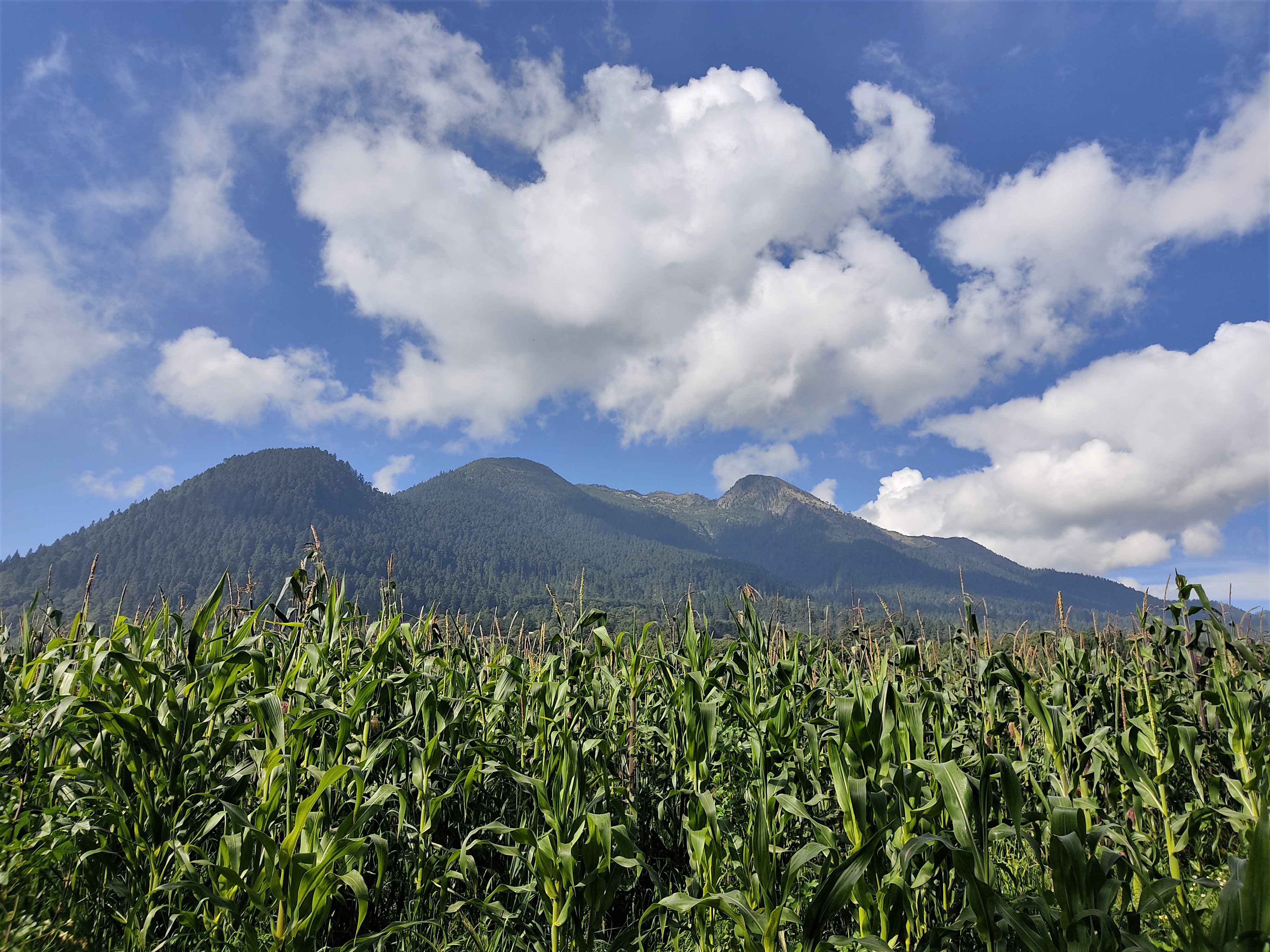